# Nelumbo nucifera

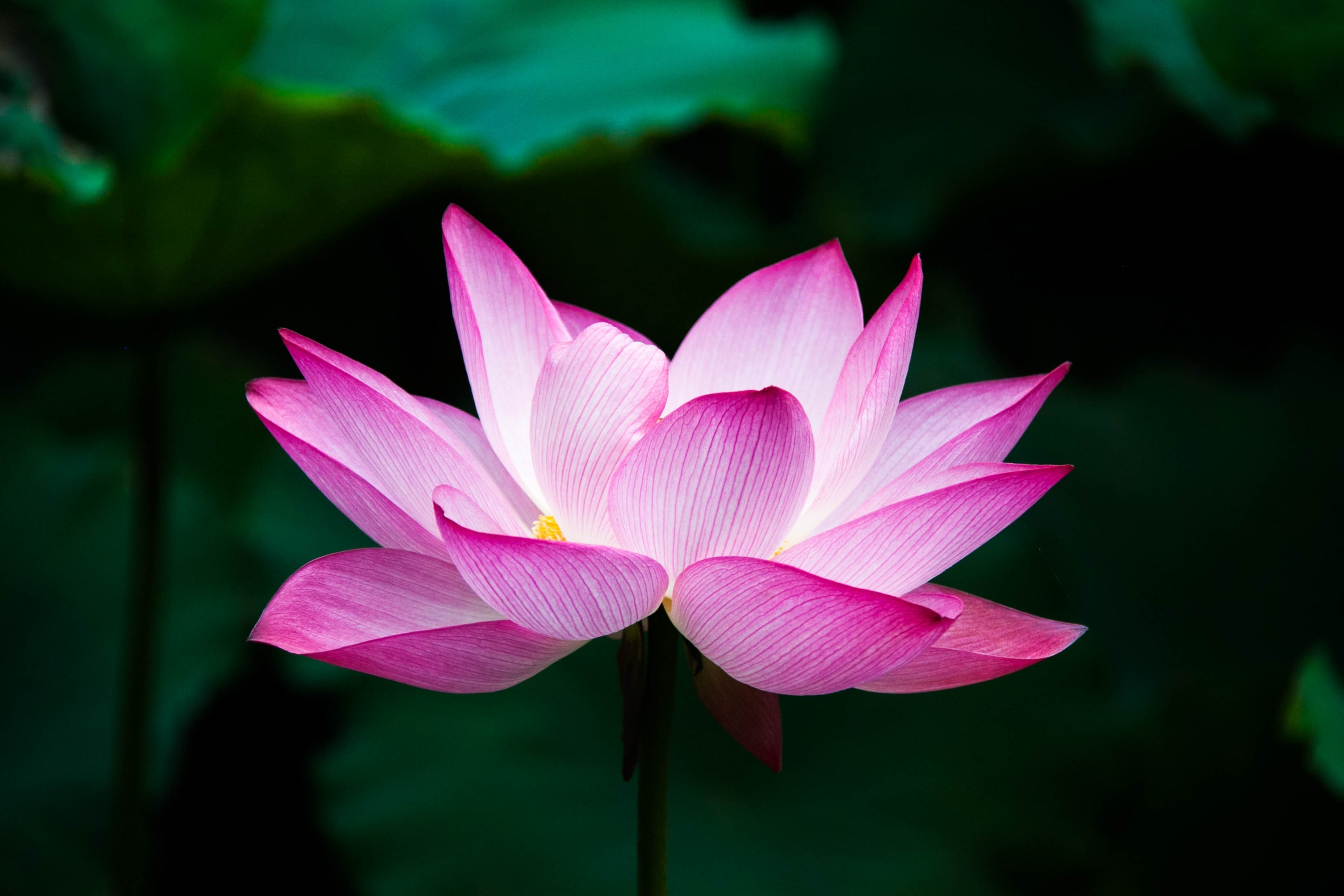
Flor de loto abierta.

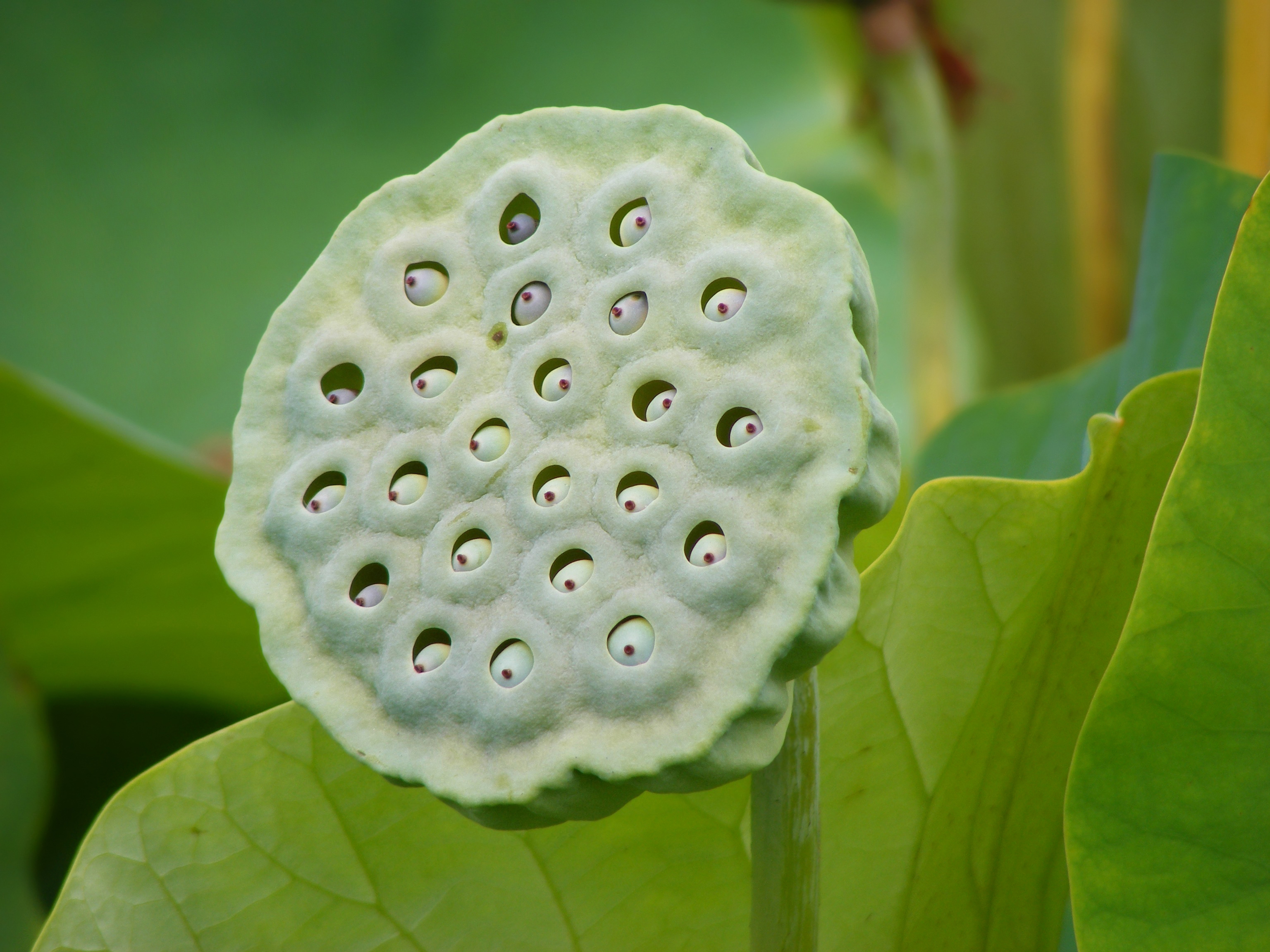
Fruto de Nelumbo nucifera; la copa de semillas disecada se usa en arreglos florales.

Nelumbo nucifera es una de las dos especies pertenecientes al género Nelumbo. Recibe de apodo el loto sagrado, loto indio o flor de loto, y a veces el de rosa del Nilo. Es famosa la longevidad de sus semillas, ya que pueden germinar después de diez siglos.

## Descripción
Es una planta herbácea acuática.
Las hojas son flotantes o emergentes, peltadas, glaucas, de limbo orbicular, de 25-30-100 cm de diámetro, glabro, de borde frecuentemente ondulado, hidrófobo; pecíolo normalmente con acúleos, de 1 a 2 m o más de largo, fistuloso. Arrancan desde el rizoma, que puede alcanzar 20 m de largo, es grueso, ramificados, con numerosos catáfilos, profundamente enraizado en el fondo.
Flores de 16-23 cm de diámetro, rosa vivo a pálido o blancas, olorosas, con pétalos cóncavos, oblongo-elípticos a obovados, 5-10 × 3-5 cm; anteras de 1-2 cm de largo; pedúnculos normalmente con acúleos, sobrepasando la altura de las hojas.
Los frutos complejos están formados por un receptáculo elipsoidal, de 5-10 cm de diámetro, de lados rugosos a débilmente estriados, con el ápice truncado y plano, y las núculas insertas en fosetas en él. Núculas de 10-20 × 7-13 mm, ovoides, usualmente más de 1,5. Florece al final de primavera y en verano.

## Distribución y hábitat
La especie se distribuye de manera natural por el sur de Rusia (delta del Volga), Cercano Oriente (Azerbaiyán, Irán), Siberia oriental, China, Pakistán, Bután, Nepal, India, Sri Lanka, Laos, Japón, Corea, Taiwán, Birmania, Tailandia, Vietnam, Camboya, Indonesia, Malasia, Filipinas, Nueva Guinea y Australia; ha sido introducida en Estados Unidos y está naturalizada en parte del sur de Europa (Rumanía). También podemos encontrarlas en América del Sur en estanques, lagunas y humedales como el norte argentino en la provincia de Formosa.

## Taxonomía
Nelumbo nucifera fue descrito por Joseph Gaertner y publicado en De Fructibus et Seminibus Plantarum... 1: 73. 1788. La especie tipo es: Dicrocaulon pearsonii N.E. Br. 
Etimología
El término específico hace referencia a sus frutos (latín: nucifer, -a, -um, que lleva nueces).
Citología
- Número cromosómico: 2n = 16.

Sinonimia
- Nymphaea nelumbo L., 1753.
- Nelumbium indicumm Poir., 1797.
- Nelumbium javanicum Poir., 1797.
- Nelumbium speciosum Willd., 1799.
- Nelumbium asiaticum Rich., 1811.
- Nelumbium speciosum var. caspicum Fisch. ex DC., 1821.
- Nelumbium album Bercht. & J.Presl, 1823.
- Nelumbium tamara Sweet, 1826.
- Nelumbium rheedii C.Presl, 1835.
- Nelumbium tranversum C.Presl, 1835.
- Nelumbium venosum C.Presl, 1835.
- Nelumbium turbinatum Blanco, 1837.
- Nelumbium discolor Steud., 1841.
- Nelumbium marginatum Steud., 1841.
- Tamara alba Roxb. ex Steud., 1841.
- Tamara rubra Roxb. ex Steud., 1841.
- N. speciosa var. alba F.M.Bailey, 1885, nom. nud.
- N. komarovii Grossh., 1940.
- N. nucifera var. microrhizomata Nakai.

## Importancia económica y cultural
Tiene un uso muy extendido en jardinería para cubrimiento de superficies de agua, a pesar de sus flores efímeras. Se utilizan numerosos cultivares con diferentes pautas florales. Los rizomas y semillas se comen tostadas o cocidas. También se usa en medicina popular. Se considera planta sagrada en la India y China, así como lo fue en el Antiguo Egipto.

### Arte y simbolismo

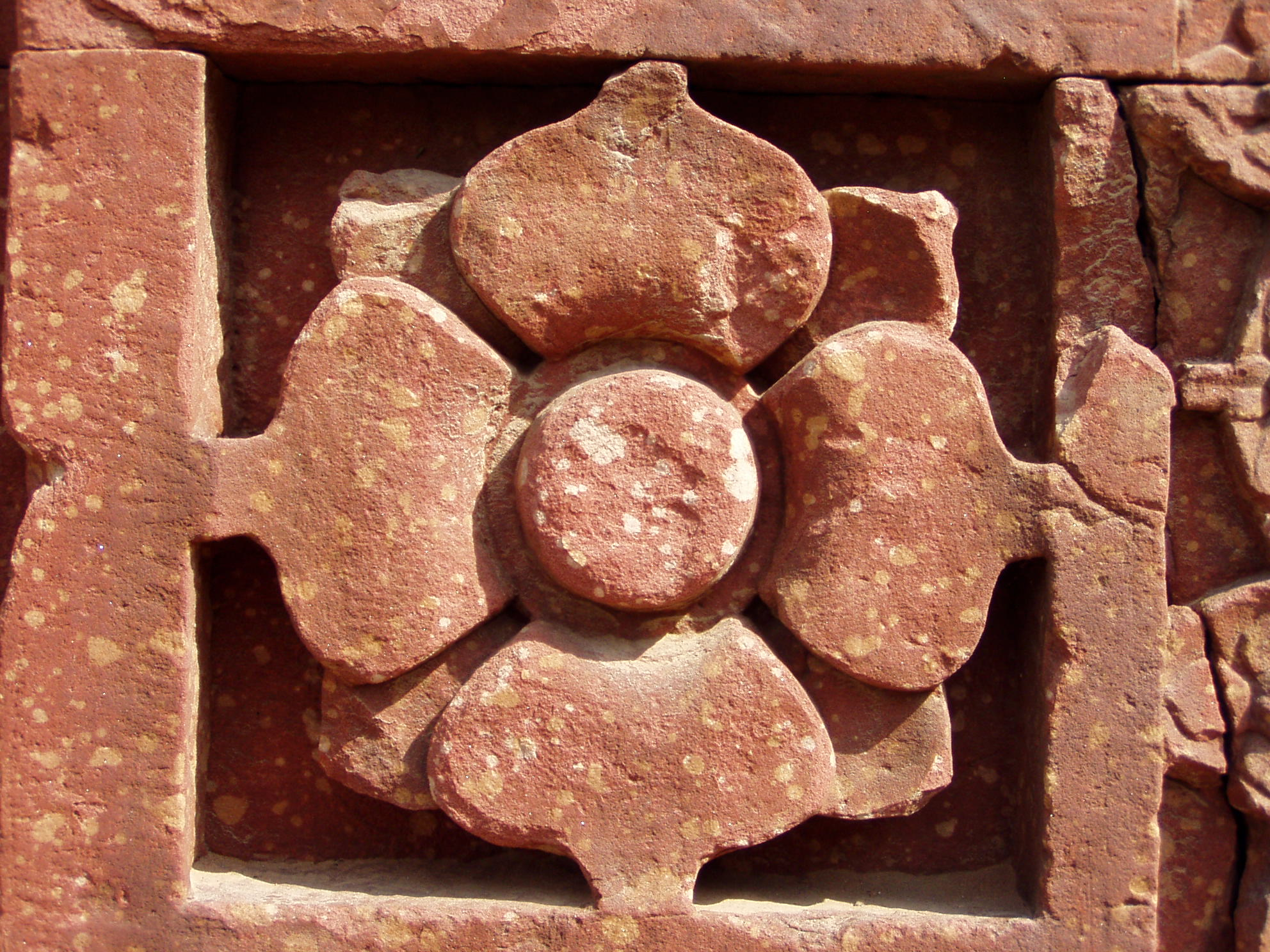
Motivo iconográfico del lotus indio en un templo hindú. Nelumbo nucifera también es la flor nacional de India.

Símbolo del loto en la bandera del último Imperio sasánida.

Las flores de loto, ya sea por su llamativa belleza o por surgir del «fondo» de las aguas, se han vuelto un símbolo metafórico en las religiones del Antiguo Egipto, India y China.
En el Antiguo Egipto, junto al escarabajo pelotero, el ave fénix y el mismo sol (Re o Ra), los lotos representan la resurrección. En el caso del loto esto es por emerger resplandeciente desde las profundas aguas. 
La Nelumbo nucifera es una flor sagrada tanto en el hinduismo como en el budismo, y representa el camino hacia el despertar espiritual y la iluminación. En el cristianismo, la flor de loto se asocia a menudo con el apóstol Tomás y su viaje a la India. La flor de loto también es mencionada en la Biblia.
En la India el loto es llamado padma en sánscrito. Los principales dioses y diosas nacieron en padmas o lotos. El padma hindú suele servir de modelo para figurar mandalas o para configurar los chakras. En China, Japón y en todos los lugares con tradiciones budistas una oración ritual característica menciona al loto: om mani padme hum («¡om joya en el loto hūṃ!»).
Las escuelas budistas que emergieron del culto creado por el monje japonés Nichiren toman como texto supremo el Sutra del Loto (妙法蓮華経 Myōhō Renge Kyō, o abreviado 法華経 Hokkekyō), y en sus liturgias el mantra más importante recitado reza 南無妙法蓮華経 Namu Myōhō Renge Kyō («Alabada sea la Verdad del Maravilloso Sutra del Loto»). En el budismo se considera como alegoría del recorrido del alma pues naciendo de ciénagas, se eleva y abre hasta convertirse en bello.
En persa se la denomina Nilufar Abi y puede verse en muchos relieves del período aqueménida (552 a. C.), como la estatua de la diosa Anahita en Persépolis. La flor de loto se incluyó en el derafsh (estandarte) de Kaveh el Herrero y más tarde como estandarte real legendario del Imperio sasánida. Hoy es el símbolo del calendario solar iraní.
A la flor de loto se le atribuyen diferentes significados simbólicos dependiendo de sus colores: el azul es sabiduría y conocimiento; el blanco es la naturaleza inmaculada y la pureza; el rojo significa compasión, y el color rosa representa a personajes divinos.

### Propiedades
Miquelianina (Quercetina 3-O-glucuronide), un compuesto fenólico, está presente en N. nucifera.